# 鎌術
鎌術（かまじゅつ、れんじゅつ）は、鎌の柄を片手で握って構え、その鎌で斬り付けたり刺したりする武術。鎌の形状、長さの位置等は流派によって異なり、古道具などでまったく同じ形のものが出ることは稀である。鎌術から派生した二丁鎌術(双鎌術)や鎖鎌術が存在する。
鎌は主に農民の武器で、戦場に駆り出された農民が武器として鎌を使ったことから発展したとされるが詳細は不明。なお、足軽などの武士が戦場で使用したのは陣鎌であり別のものである。

## 二丁鎌術/双鎌術
鎌を両手に1丁ずつ持ち行う武術である。流派により二挺鎌術と言う場合があり、丁を挺と書き表している場合もある。

## 長柄の草刈り鎌の術
長柄の草刈りを使う鎌術も存在する。
豊前福光派古術、また三好棒の手保存会 鎌田流にも存在する鎌術である。鎌田流では長柄の草刈り鎌をなぐり鎌と呼ぶ。
長柄の草刈鎌を薙刀の理合いで使う技術である。

## 沖縄の鎌術
武器の所持が禁止された琉球で発展した武術である。琉球古武術では刃の付いた鎌は畑を耕す鍬と同様、武具として位置付けられ、「当山の二丁鎌」、「鐘川の二丁鎌（小）」、「鐘川の二丁鎌（大）」の3種類があり、日本本土では琉球古武術保存振興会、沖縄では琉球古武道保存振興会、琉球古武道保存会により保存されている。

## 文献
江戸中後期に鎌術目録口訣之書(カマジュツモクロククケツノショ)が書かれている。

## 流派
専門流派
- 心鏡流
- 一心流（神道夢想流杖術に付属）
  - 山田流鎖鎌術（不遷流柔術に付属）
- 二刀神影流（大正時代に創始）
- 卜伝流（柳剛流剣術に併伝、伊勢の系統）
- 金輪流

流派内の武器術にあるもの
- 正木流
- 荒木流
- 竹内流
- 渋川流
- 渋川一流
- 楊心流（薙刀術）
- 天道流
- 戸田派武甲流薙刀術
- 駒川改心流
- 柳生心眼流
- 直猶心流（直心影流薙刀術に併伝）
- 気楽流